# 1436
Évszázadok: 14. század – 15. század – 16. század
Évtizedek: 1380-as évek – 1390-es évek – 1400-as évek – 1410-es évek – 1420-as évek – 1430-as évek – 1440-es évek – 1450-es évek – 1460-as évek – 1470-es évek – 1480-as évek
Évek: 1431 – 1432 – 1433 – 1434 –  1435 – 1436 – 1437 – 1438 – 1439 – 1440 – 1441

## Események

### Határozott dátumú események
- január 13. – Rozgonyi Péter egri püspök újjászervezi az egri várban a Szent István  prépostságot.[1]

### Határozatlan dátumú események
- április – VII. Károly francia király ünnepélyesen bevonul Párizsba.

Az év folyamán:
- Vlad Dracul havasalföldi fejedelem elűzi I. Sándort Havasalföld trónjáról.
- Prága meghódol Zsigmond királynak és cseh királynak ismeri el. A huszita harcok azonban tovább terjednek a Felvidékre, sőt Erdélyre és a Délvidékre is.
- Elkészül az első egyházi összeírás (Rollo) Málta szigeteiről. Összesen 11 egyházközséget említenek

## Születések
- június 6. – Johann Müller Regiomontanus német matematikus, csillagász, tankönyvíró († 1476)

## Halálozások
- január 14. – Engelbrekt Engelbrektsson, svéd államférfi, a VII. Erik dán király elleni felkelés vezére (* 1390)
- augusztus 16. – Jacqueline hainaut-i grófnő, II. Vilmos bajor herceg leánya, aki apja halála után 1417-ben örökölte Hainaut, Holland és Zeeland grófságokat (* 1401)
- december 30. – III. Lajos Pfalzi választófejedelem (* 1378)